# Nectophrynoides asperginis
Nectophrynoides asperginis — вид земноводних родини Ропухові ряду Безхвості.

## Поширення
Цей вид був ендеміком Удзунгвайських гір на сході Танзанії. Вид зустрічався на висотах між 600 і 940 м в ущелинах Кіхансі. Вид охоплював територію площею менше двох гектарів. Полюбляв скелясті, водно-болотні угіддя. Вид, здається, зник в дикій природі близько 2005 року, у зв'язку з будівництвом гідроелектростанції. Для збереження виду були створені два розплідники. Колонія полонених складала цілому 460 особин 2007 року.

## Опис
Довжина морда-живіт: 1-2 см, середня вага: 0,3-0,66 гр. Спостерігається статевий диморфізм: самиці більші за самців. Забарвлення коливається від світлих кольорів: жовтого, рожевого до коричнюватого.

## Спосіб життя
Живиться безхребетними. Вид денний.

### Розмноження
Це яйцеживородні амфібії. Мають внутрішнє запліднення. Яйця формуються всередині самиці, там розвиваються. Народжується зазвичай 5-13 (до 24) повністю сформованих ропушат. Діти, як правило, близько п'яти міліметрів у довжину.